# Нифанка
Ни́фанка (рос. Нифанка) — село у складі Щучанського району Курганської області, Росія. Адміністративний центр Нифанської сільської ради.
Населення — 597 осіб (2010, 656 у 2002).
Національний склад станом на 2002 рік: росіяни — 71 % також башкири